# Beji (Nguntoronadi)
Beji is een bestuurslaag in het regentschap Wonogiri van de provincie Midden-Java, Indonesië. Beji telt 1865 inwoners (volkstelling 2010).